# Walter Hahm

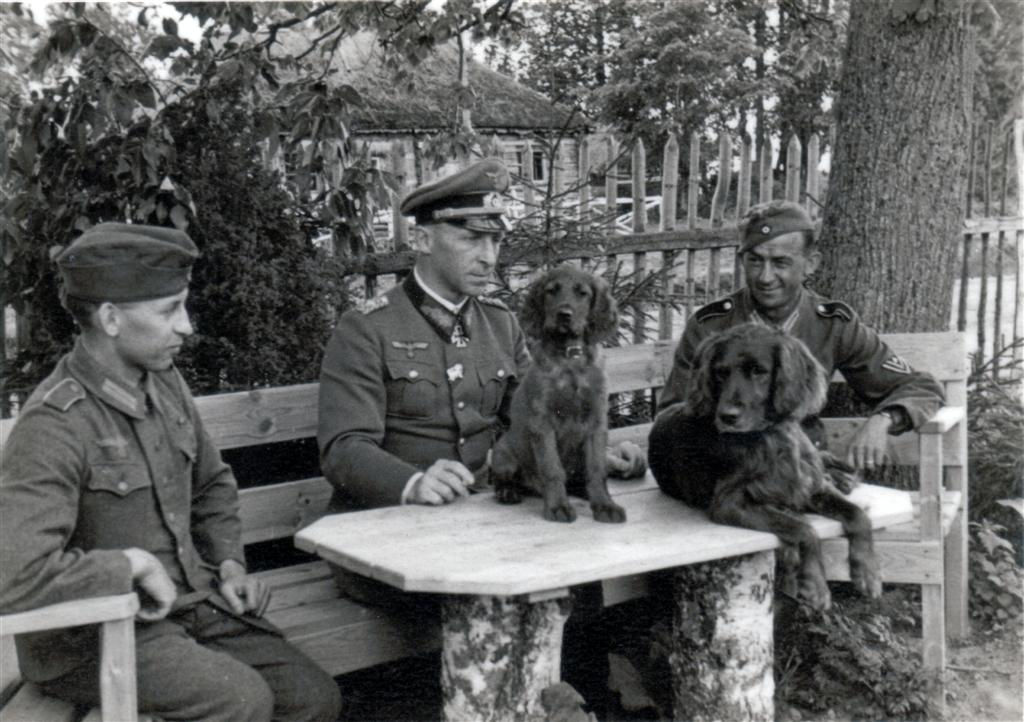
Generalleutnant Hahm (Mitte) in Uspech, Russland, Mitte Mai 1943

Walter Hahm (* 21. Dezember 1894 in Neudorf-Sulau; † 11. August 1951 in Heide (Holstein)) war ein deutscher General der Infanterie der Wehrmacht im Zweiten Weltkrieg.

## Leben
Walter Hahm trat kurz nach dem Beginn des Ersten Weltkriegs am 7. August 1914 als Freiwilliger beim Ersatz-Bataillon im Großherzoglich Mecklenburgischen Füsilier-Regiment „Kaiser Wilhelm“ Nr. 90 in den Militärdienst. Am 23. August 1914 wurde er zum Reserve-Infanterie-Regiment Nr. 214 versetzt, mit dem er sich bis Ende Januar als der Front befand. Während dieser Zeit wurden ihm beide Klassen des Eisernen Kreuzes verliehen. In Neuflize (Frankreich, nordostwärts Reims) absolvierte er als Unteroffizier bis Ende März 1915 einen Fahnenjunker-Lehrgang und wurde am 18. April 1915 zum Fähnrich befördert. Bereits am 18. Juni 1915 zum Leutnant befördert, wurde er im Anschluss an einen Krankenhausaufenthalt zum 1. Oktober 1915 Adjutant des II. Bataillons im Infanterie-Regiment „von Winterfeldt“ (2. Oberschlesisches) Nr. 23. Am 24. April 1917 erfolgte seine Ernennung zum Regimentsadjutanten. Ausgezeichnet mit dem Österreichischen Militärverdienstkreuz III. Klasse mit der Kriegsdekoration war er in dieser Stellung über das Kriegsende hinaus bis zum 26. Mai 1919 tätig.
Hahm wurde in die Reichswehr übernommen, war zunächst bis Mitte Februar 1920 Adjutant des II. Bataillons im Reichswehr-Infanterie-Regiment 16 und anschließend in gleicher Eigenschaft beim Reichswehr-Infanterie-Regiment 15. Zum 1. Januar 1921 erfolgte seine Versetzung als Kompanieoffizier in das 7. (Preußisches) Infanterie-Regiment. Zu Ausbildungszwecken war er von Oktober 1921 bis Februar 1922 zur Infanterieschule sowie ab Oktober 1923 für zwei Jahre zur Ausbildung als Remonte-Reitlehrer zur 14. reitenden Batterie des 3. (Preußisches) Artillerie-Regiments kommandiert. Zwischenzeitlich im Mai 1925 zum Oberleutnant aufgestiegen, wurde Hahm in die 8. (MG)-Kompanie seines Regiments versetzt und von Oktober 1927 bis Februar 1928 zum Offizierwaffenschullehrgang in Dresden kommandiert. Ab 1. September 1929 folgte eine Verwendung als MG-Offizier beim Stab seines Regiments und zwei Monate später die Beförderung zum Hauptmann. Im Oktober 1931 nahm er am Lehrgang „Schießausbildung für schwere Infanteriewaffen“ an der Heeresschule Döberitz teil und wurde am 1. Februar 1932 zum Chef der 8. (MG)-Kompanie ernannt. Im Zuge der Heereserweiterung kam Hahm am 1. Oktober 1934 als Kompaniechef zum III. Bataillon des Infanterie-Regiments Görlitz.
Ab Mitte Oktober 1935 war Hahm als Lehrer an der Kriegsschule in München tätig und avancierte im November 1935 zum Major sowie im August 1938 zum Oberstleutnant. Seit dem 26. August 1939 befand er sich in der Führerreserve des Oberkommandos des Heeres und erlebt dort den Beginn des Zweiten Weltkriegs. Am 7. Februar 1940 erhielt er das Kommando über das II. Bataillon im Infanterie-Regiment 81, mit dem er sich während des Westfeldzuges im Raum Reims, Nevers und Dijon befand. Er wurde danach erneut vom 20. September bis 21. Dezember 1940 in die Führerreserve versetzt und anschließend zum Kommandeur des Infanterie-Regiments 480 bei der 260. Infanterie-Division ernannt.

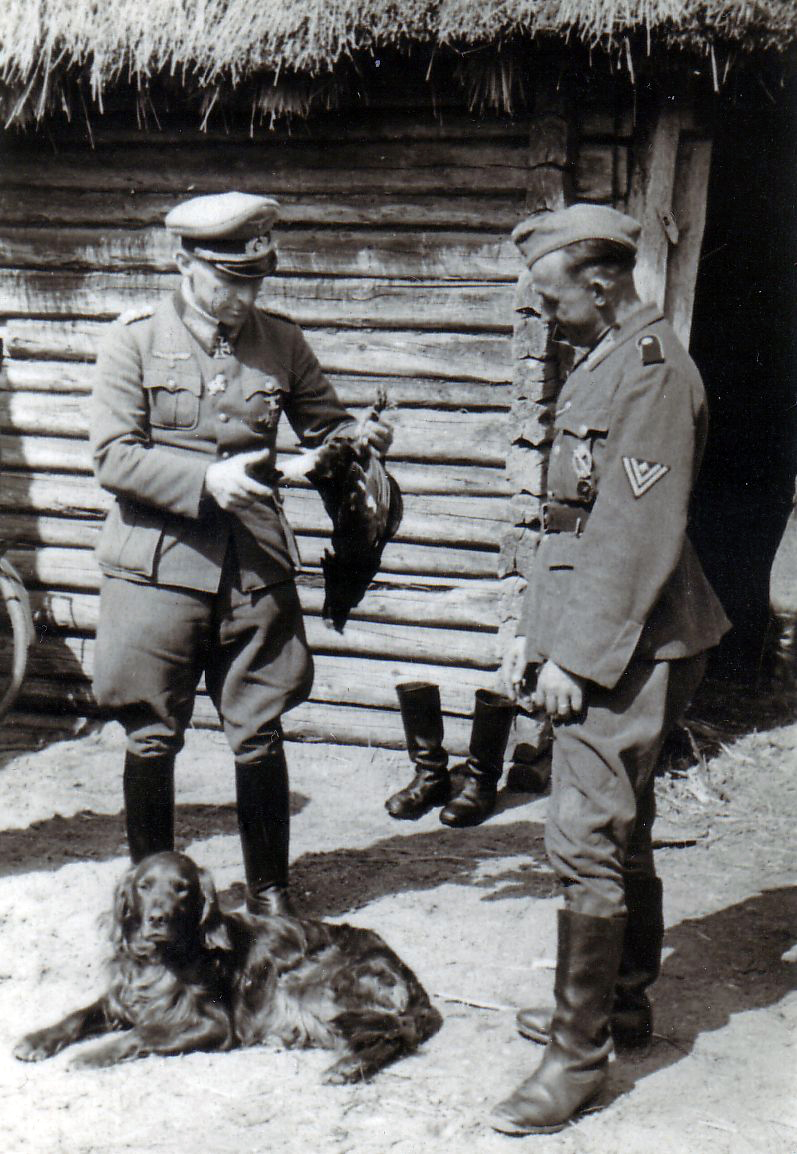
Generalleutnant Hahm (links) vor dem Divisionsgefechtsstand am 16. Mai 1943

In dieser Stellung wurde Hahm während des Überfalls auf die Sowjetunion am 1. August 1941 zum Oberst befördert. Nach den Kämpfen um den kleinen Ort Romanischtsche sowie vom Dnepr bis zur Desna erhielt er am 15. November 1941 das Ritterkreuz des Eisernen Kreuzes.
Nachdem der bisherige Kommandeur, General Hans Schmidt an höherer Stelle Verwendung gefunden hatte, wurde Hahm am 1. Januar 1942 mit der Führung der 260. Infanterie-Division beauftragt. Am 1. April 1942 ernannte man ihn zum Generalmajor und Divisionskommandeur. Am 22. Februar 1944 verließ er die Division als Generalleutnant und befand sich bis 1. April 1944 erneut in der Führerreserve. Als Kommandeur der 389. Infanterie-Division (1. April 1944 bis 30. September 1944) kämpfte Hahm in Kurland und bekam als 676. Soldat der Wehrmacht das Eichenlaub zum Ritterkreuz des Eisernen Kreuzes verliehen.
Eine erneute Versetzung zur Führerreserve des Oberkommandos des Heeres (30. September 1944 bis 20. November 1944) und eine Versetzung zum Oberbefehlshaber West als Kommandierender General (20. November 1944 bis 1. Dezember 1944) folgten. Am 1. Dezember 1944 – während der Gefechte im Saargebiet – zunächst mit der Führung beauftragt, übernahm er als Kommandierender General das LXXXII. Armeekorps bis zum 15. April 1945. Für wenige Tage war er noch Kommandierender General des an den Lech zurückgedrängten XIII. Armeekorps, bevor er am 8. Mai 1945 – als General der Infanterie – gegenüber der 36. US-Infanteriedivision kapitulierte. Er kam als britischer Kriegsgefangener in das Kriegsgefangenenlager in Werl und wurde 1947 entlassen.

## Nachkriegszeit
Im Zuge der Ermittlungen zu den Nürnberger Prozessen gab Hahm am 23. Juni 1946 eine eidesstattliche Erklärung ab:

„Ein Ausrottungsbefehl der 4. Armee gegen die Banden bzw. Partisanen ist mir nicht bekannt. Im Gegenteil wurden auf Grund von Befehlen vorgesetzter Dienststellen damals die gefangenen Partisanen entweder den Gefangenenlagern zugeführt oder als Arbeitsabteilungen verwendet. Im Sommer 1942 wurde der 260. Infanterie-Division, die ich damals führte, eine bei gefangenen Partisanen gefundene Vorschrift über deren Kampfweise eingeliefert. Sie enthielt ins einzelne gehende genaue Anweisungen über Überfälle auf Stäbe, Gefechtsstände, Transporte, Ortschaften, ferner Befehle für Beseitigung russischer Landeseinwohner, die nicht mit Partisanen zusammenarbeiten wollten, und ebenso Hinweise über Tarnung der Partisanen, bzw. Banden als Zivilisten.“

Hahm verstarb am 11. August 1951 in Heide (Holstein) an Leukämie und wurde auf einem Friedhof in Norddeutschland bestattet.